# Segellore

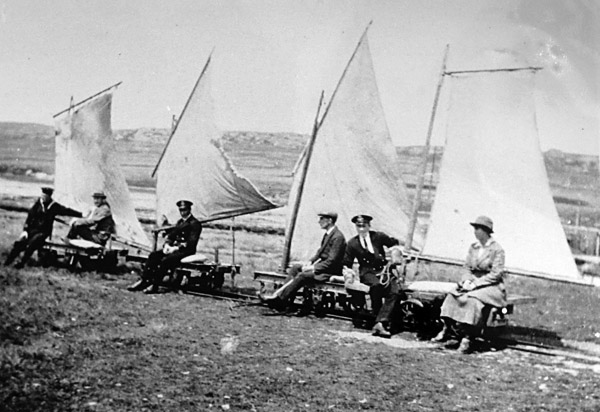
Segelloren auf der Camber Railway auf den Falklandinseln

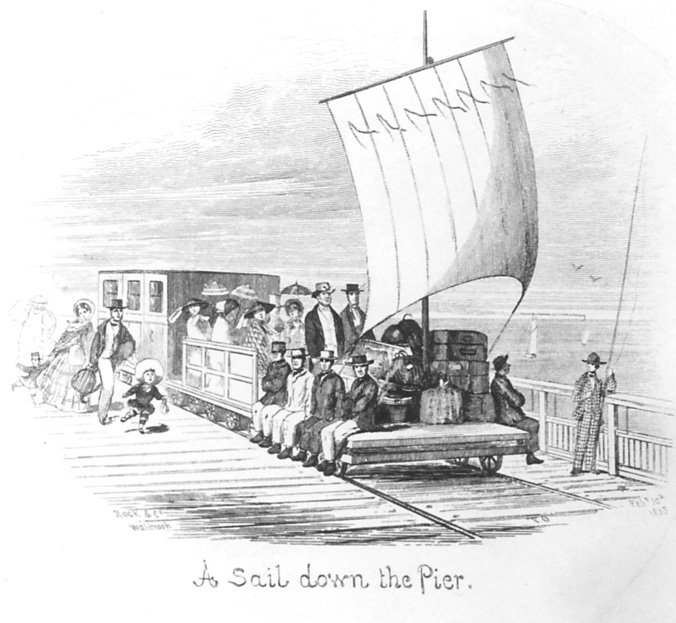
Segellore an der Herne Bay Pier, 1855

Eine Segellore ist ein vom Wind angetriebenes Schienenfahrzeug.

## Beispiele
- Auf der Halligbahn Dagebüll–Oland–Langeneß war Magda Matthiesen, genannt Kapitän Magda, eine Lorenführerin, die von 1945 bis 1968 mit einer ererbten Segellore Post, Kaufmannswaren und Feriengäste nach Oland und Langeneß brachte.[2][3]
- Die Spurn railway auf dem Spurn Head an der Küste von  Yorkshire in England wurde im Ersten Weltkrieg gebaut und war bis in die frühen 1950er Jahre in Betrieb. Segelloren gehörten dort zum Rollmaterial.[4]
- Die Besatzung des Rettungsbootes in Teesmouth konnte gelegentlich bei guten Windverhältnissen auf einer Segellore zum Bootshaus in South Gare fahren.[5]
- Halbinsel Hoo in Kent[1]
- Gosport[1]
- Herne Bay Pier, Kent[6]
- Camber Railway auf den Falklandinseln[1]
- Segellore in Carnarvon, Western Australia, um 1906[7]

## Nachbauten

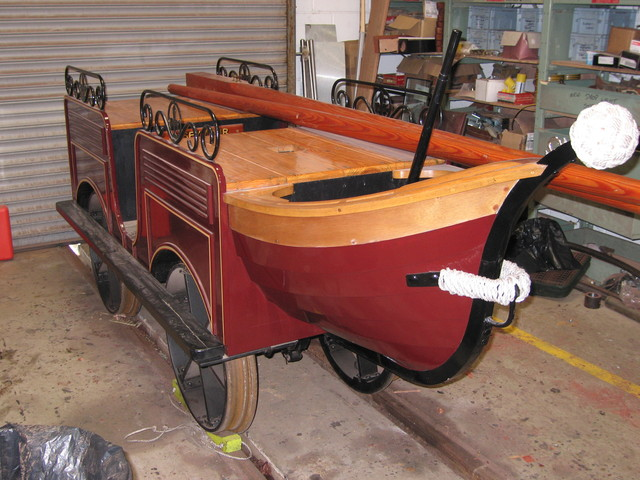
Ffestiniog Railway: Nachbau von Spooners Boot

Im Jahr 2005 wurde ein Nachbau von Spooners Boot für die Ffestiniog Railway in Nordwales gebaut und dort in Betrieb genommen. Das Original wurde bereits vor 1864 sowohl als Inspektionsfahrzeug als auch als Privatfahrzeug der Familie Spooner gebaut. Es verunglückte, als Charles Easton Spooner die Regeln zur Streckensicherung mittels eines stabförmigen Tokens missachtete und es in der Nähe des Tunnels mit einem entgegenkommenden Zug kollidierte. Zwei Fahrgäste wurden dabei schwer verletzt und waren anschließend bettlägerig.

## Fiktion
Die Digedags benutzten bei ihrer Rückreise aus den Rocky Mountains eine Segellore. Nachdem ihr Zug der Red-River-Bahnlinie mitten in der Wüste von Eisenbahnräubern gestoppt und ausgeraubt wurde, wurde ihr Waggon in der Wüste im Stich gelassen. Anders als ihre Mitreisenden wanderten die Digedags entlang der Gleise der Endstation entgegen. Bei einer verlassenen Baustelle fanden sie neben den Gleisen eine aufgegebene Lore. Sie wuchteten diese aufs Gleis und bastelten daraus mit Latten, Stricken und einer Zeltplane eine Segellore. Damit fuhren sie zur Endstation der Bahn und veranlassten eine Expedition zur Rettung der gestrandeten Mitreisenden.
Die Darstellung der fahrenden Segellore ist einer Abbildung im 1955 erstmals erschienenen Buch The American West - The Pictorial Epic of a Continent von Lucius Beebe und Charles Clegg nachempfunden, das für viele Zeichnungen der Amerika-Serie Vorbild war.